# Xã Russell, Quận Putnam, Indiana
Xã Russell (tiếng Anh: Russell Township) là một xã thuộc quận Putnam, tiểu bang Indiana, Hoa Kỳ. Năm 2010, dân số của xã này là 823 người.